# 飯盛町
飯盛町（いいもりちょう）は、長崎県北高来郡にあった町。
2005年（平成17年）3月1日に諫早市、多良見町、森山町、高来町、小長井町と合併、新生諫早市の一部となった。

## 概要
長崎市と諫早市の間に挟まれた町。飯盛山をはじめとする山々に囲まれ、南岸を橘湾に面した港湾街を成す。第一次産業の盛んな町である。

## 地理
- 山：八天岳、飯盛山、佐田岳、金比羅岳、松尾岳
- 島嶼：前ノ島、向島、上ノ島、下ノ島
- 台地：牧野台地
- 河川：江ノ浦川、田結川、山口川、石原川
- 港湾：橘湾、田結港、江ノ浦漁港

## 沿革
- 1889年（明治22年）4月1日 - 町村制施行により、北高来郡のうち後の町域にあたる江ノ浦村、田結村が成立する。
- 1955年（昭和30年）2月11日 - 江ノ浦村、田結村が合併し、飯盛村が発足。
- 1965年（昭和40年）4月1日 - 飯盛村が町制施行し飯盛町となる。
- 1989年（平成元年）
  - 5月19日 - 町木・町花を制定する[3]。
  - 12月18日 - ふるさと創生基金条例を制定する[3]。
- 1999年（平成11年）3月12日 - 町民憲章を制定する[4]。
- 2001年（平成13年）2月 - 月の丘公園が完成する[5]。
- 2005年（平成17年）3月1日 - 諫早市、西彼杵郡多良見町、北高来郡森山町、高来町、小長井町と合併して新設の諫早市が発足し、飯盛町は自治体として消滅。

## 地名
名を行政区域とする。旧江ノ浦村・旧田結村ともに1889年の町村制施行時に合併を行っていないため、大字は設置していない。
諫早市（2代目）発足時に「名」の文字を削除し、旧来の名の名称に「飯盛町」を冠した町名に変更された。
旧江ノ浦村
- 上原名
- 後田名[6]
- 久保名
- 佐田名
- 下釜名
- 中山名[7]
- 野中名[8]
- 開名[9]
- 平古場名
- 山口名

旧田結村
- 池下名
- 川下名
- 古場名
- 里名[10]

## 行政

### 町章
制定当時の飯盛町助役の山口惣右エ門の作品である「い」を図案化し、二人の人間が手を取り合った姿を図案化した円は「輪（和）」を表したものである。色は円の部分は赤色が指定されている。

## 教育
中学校
- 飯盛町立飯盛中学校

小学校
- 飯盛町立飯盛東小学校
- 飯盛町立飯盛西小学校

## 交通
- 町内に鉄道がないため、バス・自動車に依存している[12]。
  - 県営バス

### 道路
- 国道251号
- 長崎県道41号諫早飯盛線
- 長崎県道138号田結久山線

## 名所・旧跡・観光スポット・祭事・催事

### 名所・旧跡・観光スポット
- 牛のはなぐり
- 江ノ浦漁港（前ノ島、向島）
- いいもり月の丘公園
- 月の丘公園

### 祭事・催事
- いいもりよかとこまつり - 1999年10月24日から毎年1回開始される[5]。